# Carlo Rizzetti
Carlo Pietro Giacomo Maria Rizzetti (Torino, 25 settembre 1841 – Torino, 27 aprile 1931) è stato un imprenditore e politico italiano.

## Biografia
Di modesta origine, rimane orfano di entrambi i genitori ancora bambino e con l'aiuto di uno zio nella prima giovinezza si dedica ad una imprecisata attività commerciale, aprendosi la via di una solida posizione nei settori del commercio e dell'industria e dell'affermazione nella vita politica. Presidente della provincia di Novara per circa tre decenni, deputato per sei legislature, assessore al comune di Fobello, è stato consigliere della Cassa di risparmio di Torino, membro e presidente della Camera di commercio di Torino, vicepresidente del Consiglio superiore dell'industria e del commercio, socio ordinario dell'Accademia d'agricoltura di Torino, socio del Club alpino italiano. Nominato senatore a vita al termine del sesto mandato parlamentare.